# Thamnomys major
Thamnomys major is een knaagdier uit het geslacht Thamnomys dat alleen gevonden is op Mount Karisimbi in het Kivu-gebergte van de Democratische Republiek Congo, op 3700 m hoogte. Deze soort wordt vaak tot T. kempi gerekend, maar is een stuk groter en verschilt in vachtkleur. Er is slechts een exemplaar bekend.